# Józef Niweliński
Józef Niweliński (ur. 25 listopada 1920 w Zakopanem, zm. 16 maja 2010 w Krakowie) – polski biolog i farmaceuta, profesor Uniwersytetu Jagiellońskiego.

## Życiorys
Syn profesora szkolnictwa średniego Aleksandra Niwelińskiego i Emilii z Łojowskich, nauczycielki. Absolwent III Gimnazjum Państwowego im. Króla Jana III Sobieskiego w Krakowie. Był poliglotą, biegle władał językiem rosyjskim, angielskim, niemieckim, francuskim, węgierskim, łaciną. W czasie II wojny światowej nauczał języka angielskiego w Tajnym Liceum im. Dietla przy ulicy Miodowej w Krakowie.

## Działalność naukowa
W 1947 r. uzyskał tytuł magistra farmacji, a następnie magistra biologii na Uniwersytecie Jagiellońskim. W latach 1948–1952 starszy asystent w Katedrze Biologii i Embriologii krakowskiego Wydziału Lekarskiego, na którym obronił pracę doktorską napisaną pod kierunkiem profesora Stanisława Skowrona. W 1952 r. otrzymał etat adiunkta w Zakładzie Zoologii Doświadczalnej PAN, a w roku 1958 wyjechał do Londynu na stypendium Rockefellera. Od 1965 r. kierował specjalnie utworzonym przez niego Zakładem Cytobiologii i Histochemii. W 1974 r. otrzymał w Belwederze tytuł naukowy profesora.
Był pionierem nowoczesnej histochemii enzymów, dowiódł dodatniego wpływu krystalicznego cholesterolu na aktywność gonad ssaków oraz faktu, że łożysko ludzkie jest źródłem danych o wartości biologicznej środowiska człowieka.
W latach 1961–1976 był współzałożycielem i redaktorem naczelnym „Folia Histochemica et Cytochemica” (obecnie „Folia Histochemica et Cytobiologica”), kwartalnika naukowego o zasięgu światowym, organu Polskiego Towarzystwa Histochemików i Cytochemików. Przez 10 lat był wiceredaktorem kwartalnika Polskiej Akademii Nauk „Folia Biologica”. Autor licznych prac naukowych z zakresu zoologii eksperymentalnej, wprowadzał metody histoenzymatyczne do doświadczalnictwa. Współautor publikacji Metody histochemiczne (1962), autor prac naukowych z dziedziny endokrynologii doświadczalnej. Był promotorem wielu prac doktorskich i habilitacji z zakresu biologii medycznej, endokrynologii i histochemii.
Członek honorowy Towarzystwa Krakowskiego Lekarskiego, od 1986 r. członek honorowy Polskiego Towarzystwa Histochemików i Cytochemików, w latach 1989–1992 prezes krakowskiego oddziału Polskiego Towarzystwa Farmaceutycznego. Należał również do New York Academy of Sciences.
Został pochowany na cmentarzu Rakowickim w Krakowie.

## Odznaczenia i wyróżnienia
W 1986 r. otrzymał Krzyż Oficerski Orderu Odrodzenia Polski. W 1994 r. uhonorowany nagrodą Cambridge Biogeographical Institute, w 1997 medalem im. I. Łukasiewicza, w 1999 odznaczeniem „Bene Meritus” Polskiego Towarzystwa Lekarskiego, a w 2001 „Bene Meritus” Polskiego Towarzystwa Histochemików i Cytochemików.

## Działalność pozanaukowa
Szeroko zaangażowany w działalność społeczną, uprawiał turystykę górską i kajakową, miłośnik Tatr i zapalony taternik, aktywny członek Polskiego Towarzystwa Tatrzańskiego. Należał do Stowarzyszenia Przyjaciół Wilna i Ziemi Wileńskiej.